# Brooke Black
Brooke Anna Black (* 20. November 2007) ist eine britische Tennisspielerin.

## Karriere
Black spielt vor allem Turniere auf der ITF Women’s World Tennis Tour, wo sie bislang aber noch keinen Titel gewann.
2024 erreichte sie Anfang mit ihrer Partnerin Ellie Blackford mit einem 2:6, 6:3 und [11:9] Erstrundensieg gegen Nikola Bartůňková und Antonia Ružić das Viertelfinale der mit 40.000 US-Dollar dotierten W50 Lexus GB Pro-Series Edgbaston, das die beiden mit 4:6 und 4:6 gegen Elena Malõgina und Justina Mikulskytė verloren. Eine Woche später verloren die beiden beim Lexus GB Pro-Series Roehampton bereits in der ersten Runde gegen Sofia Costoulas und Lara Salden mit 3:6 und 1:6. Im Juni erhielt sie zusammen mit Sally Pethybridge eine Wildcard für das Hauptfeld im Damendoppel der mit 100.000 US-Dollar dotierten Lexus Ilkley Trophy, die die beiden aber nicht nutzen konnten und mit 2:6 und 5:7 gegen Arianne Hartono und Prarthana Thombare verloren. Im Juli verlor sie bei den Lexus GB Pro-Series Nottingham an der Seite ihrer Partnerin Sophie Drakeford-Lewis mit 0:6, 7:5 und [10:3] gegen die topgesetzte Paarung Viktória Hrunčáková und Ankita Raina.
2025 erreichte sie bei den Australian Open im Juniorinneneinzel und Juniorinnendoppel das Achtelfinale. Anfang Mai stand sie mit Daniela Piani im Doppelfinale des W35 ITF-Turniers in Nottingham, das die beiden gegen Naiktha Bains und Holly Hutchinson mit 3:6 und 3:6 verloren. Anfang Juni erhielt sie eine Wildcard für die Qualifikation zum Hauptfeld im Dameneinzel der mit 500.000 US-Dollar dotierten HSBC Championships, ihrem ersten Turnier der WTA Tour, wo sie in der ersten Runde mit 3:6 und 2:6 gegen Zhang Shuai verlor.

## Abschneiden bei Grand-Slam-Turnieren

### Juniorinneneinzel
| Turnier         | 2024 | 2025 | Karriere |
| --------------- | ---- | ---- | -------- |
| Australian Open | —    | AF   | AF       |
| French Open     | —    | 1    | 1        |
| Wimbledon       | 1    | 1    | 1        |
| US Open         | —    |      | —        |

Zeichenerklärung: S = Turniersieg; F, HF, VF, AF = Einzug ins Finale / Halbfinale / Viertelfinale / Achtelfinale; 1, 2, 3 = Ausscheiden in der 1. / 2. / 3. Hauptrunde; nicht ausgetragen

### Juniorinnendoppel
| Turnier         | 2024 | 2025 | Karriere |
| --------------- | ---- | ---- | -------- |
| Australian Open | —    | AF   | AF       |
| French Open     | —    | 1    | 1        |
| Wimbledon       | 1    | 1    | 1        |
| US Open         | —    |      | —        |